# Laura Simón
Laura Simón (Zamora, 1986) es una periodista y presentadora de televisión española.
Nacida en Zamora, pero vinculada a Salamanca, entró en el Instituto Fray Luis de León con 13 años de edad, en septiembre de 1999, para cursar 3º de ESO. En junio de 2001 obtuvo el título de Graduada en Educación Secundaria Obligatoria y optó por cursar Bachillerato, también en el Instituto. Laura eligió el Bachillerato de Humanidades y Ciencias Sociales, especialidad Humanidades, en el que tuvo buenas calificaciones, sobre todo en las materias relacionadas con la Historia. En junio de 2003 obtuvo su título de Bachiller, lo que le permitió abandonar el Instituto, para iniciar sus estudios universitarios.
Estudió periodismo en la Universidad Pontificia de Salamanca y después formó parte de la cadena de televisión Antena 3 desde 2008. 
Fue una de las personas que presenta las transmisiones en directo de la Fórmula 1 en la cadena de televisión Antena 3. Laura se encarga de los mensajes que le llegan a través de las redes sociales y selecciona los más interesantes para que los responda el presentador, Antonio Lobato, o los invitados.
Actualmente, es la presentadora de Antena 3 Deportes durante el verano.